# لئیتسو

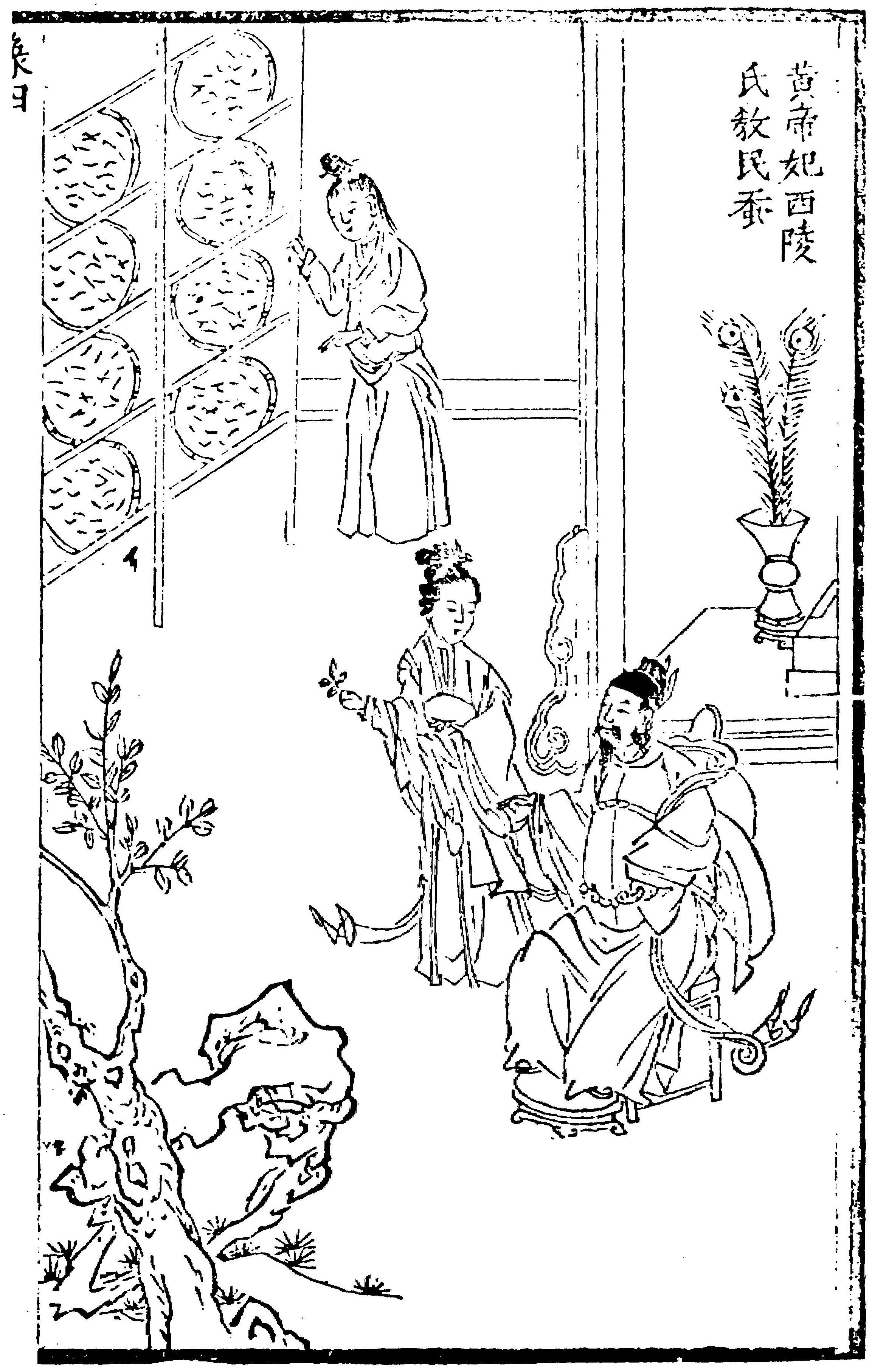
لئیتسو و امپراتور از نقاشی ناشناس

لئیتسو (چینی:嫘祖، پین یین: Léi Zǔ) شهبانوی افسانه‌ای چین و همسر امپراتور زرد می‌باشد. او برپایهٔ افسانه‌های چینی مخترع ابریشم در سدهٔ بیست و هشتم پیش از میلاد است. 
او هنگامی که درختان شاه‌توت امپراتور را بررسی می‌کرد کرم ابریشم را یافت. دربارهٔ اینکه او چگونه دانست که این کرم‌ها ابریشم می‌بافند چند روایت گوناگون هست.
یک روایت می‌گوید که او هنگام تنیدن پیله دست بر روی کرم ابریشم گذاشت و ابریشم تنیده شده را به دور انگشت پیچید. هنگامی که تنیدن به پایان رسید او پیلهٔ ابریشم کوچک را دید و دانست که آبشخور ابریشم آن است. روایت دیگر می‌گوید که او در باغ دید که کرم‌ها برگ‌های شاه‌توت را سوراخ می‌کنند. وی چند پیله را جمع‌کرد و سپس به خوردن چای پرداخت. در هنگامی که چای می‌خورد یکی از پیله‌ها را در فنجان داغ چای انداخت و دید که نخ ابریشم از پیله‌جداشده‌است. او رشته‌های نرم ابریشم را به دور انگشت خود پیچید و اینگونه به ابریشم دست‌یافت.
او شوهرش را متقاعد می‌سازد که به وی اجازه دهد تا درخت شاه‌توت پرورش دهد. سپس او به رام‌کردن کرم‌های ابریشم می‌پردازد. نخستین کارگاه بافندگی ابریشم را نیز او به راه می‌آندازد ولی دربارهٔ چگونگی آن داستانی نیست. اگرچه سندی بر درستی این افسانه در دست نیست ولی تاریخدانان چین را خاستگاه ابریشم می‌دانند.